# Marauder (album)
Pour les articles homonymes, voir Marauder.
Albums de Interpol
El Pintor
(2014)
Singles
1. The Rover
Sortie : 7 juin 2018
2. Number 10
Sortie : 30 juillet 2018
3. If You Really Love Nothing
Sortie : 23 août 2018

Marauder est le sixième album studio du groupe américain de rock indépendant Interpol sorti le 24 août 2018 sur le label Matador Records.

## Liste des chansons
Toutes les chansons sont écrites et composées par Interpol.
| No  | Titre                      | Durée |
| --- | -------------------------- | ----- |
| 1.  | If You Really Love Nothing | 4:26  |
| 2.  | The Rover                  | 3:38  |
| 3.  | Complications              | 3:55  |
| 4.  | Flight of Fancy            | 3:52  |
| 5.  | Stay in Touch              | 4:54  |
| 6.  | Interlude 1                | 1:02  |
| 7.  | Mountain Child             | 3:09  |
| 8.  | NYSMAW                     | 3:17  |
| 9.  | Surveillance               | 4:14  |
| 10. | Number 10                  | 3:14  |
| 11. | Party's Over               | 3:40  |
| 12. | Interlude 2                | 1:04  |
| 13. | It Probably Matters        | 4:09  |

## Musiciens
- Paul Banks – chant, guitare rythmique, guitare basse
- Daniel Kessler – guitare solo
- Sam Fogarino – batterie, percussions